# 安娜韦尔·甘贝罗
安娜韦尔·甘贝罗（西班牙語：Anabel Gambero，1972年7月9日—），阿根廷女子曲棍球运动员。她曾代表阿根廷参加1996年和2000年夏季奥林匹克运动会曲棍球比赛，其中2000年奥运会获得一枚银牌。